# (8846) 1990 RK7
(8846) 1990 RK7 est un astéroïde de la ceinture principale découvert en 1990.

## Description
(8846) 1990 RK7 a été découvert le 13 septembre 1990 à l'observatoire de La Silla, au Chili,  par Henri Debehogne.

### Caractéristiques orbitales
L'orbite de cet astéroïde est caractérisée par un demi-grand axe de 2,83 UA, un périhélie de 2,46 UA, une excentricité de 0,13 et une inclinaison de 2,09° par rapport à l'écliptique. Du fait de ces caractéristiques, à savoir un demi-grand axe compris entre 2 et 3,2 UA et un périhélie supérieur à 1,666 UA, il est classé, selon la JPL Small-Body Database, comme objet de la ceinture principale.

### Caractéristiques physiques
(8846) 1990 RK7 a une magnitude absolue (H) de 13,8 et un albédo estimé à 0,065.